# Nyctemera latemarginata
Nyctemera latemarginata är en fjärilsart som beskrevs av Arnold Pagenstecher 1901. Nyctemera latemarginata ingår i släktet Nyctemera och familjen björnspinnare. Inga underarter finns listade i Catalogue of Life.